# Diocesi di Calahorra e La Calzada-Logroño

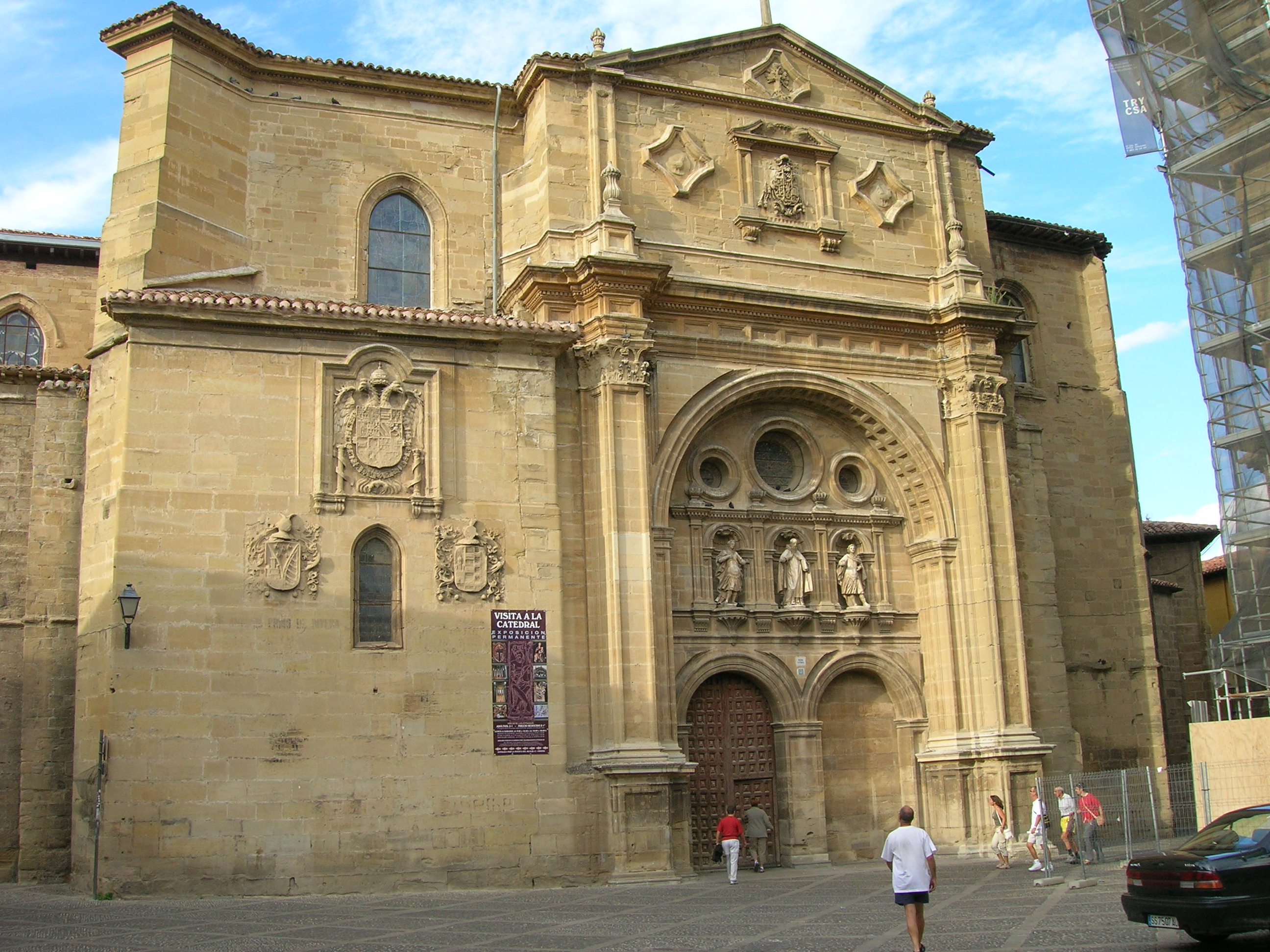
La cattedrale di Santo Domingo de la Calzada.

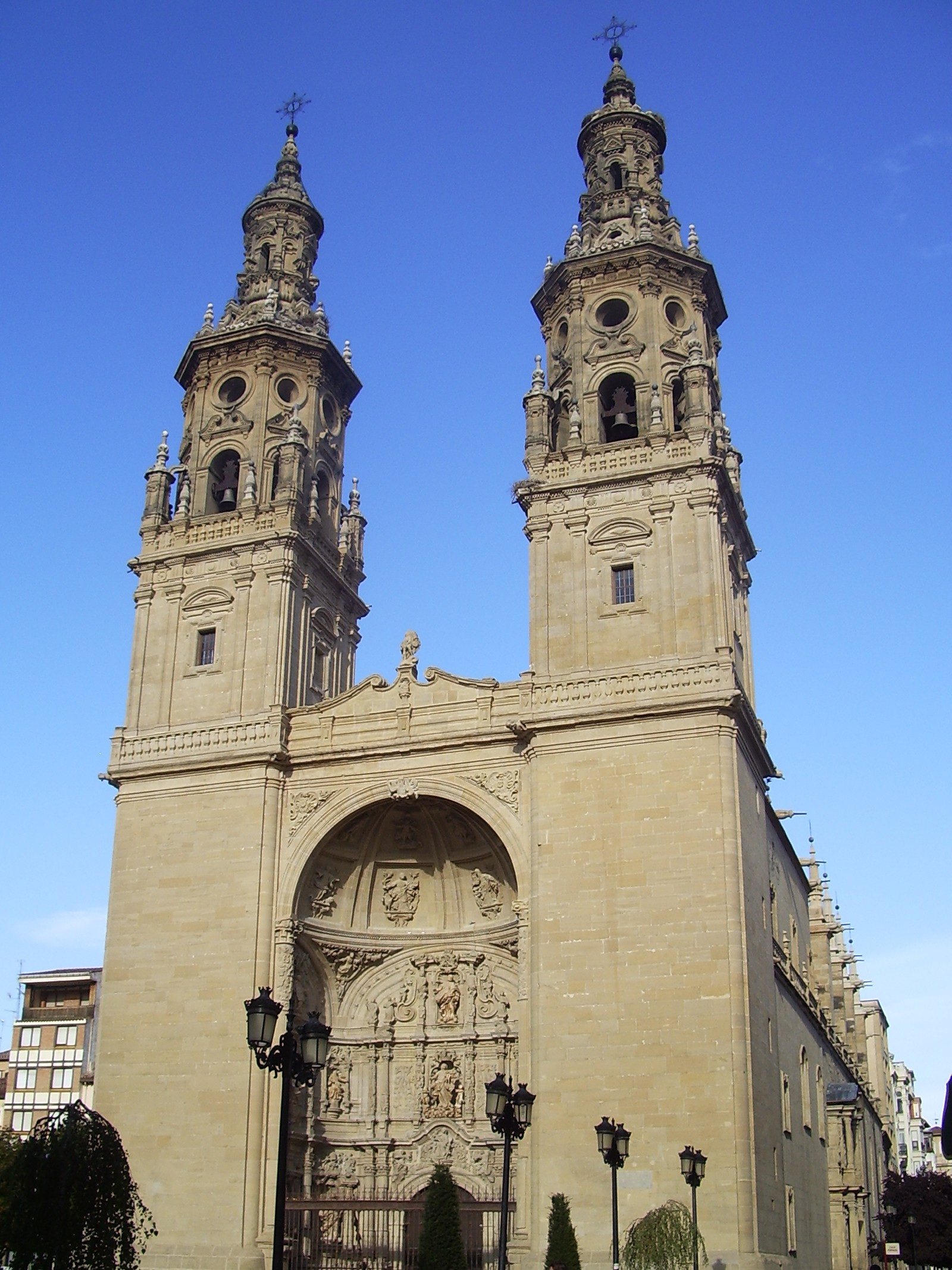
La concattedrale di Santa María de la Redonda di Logroño.

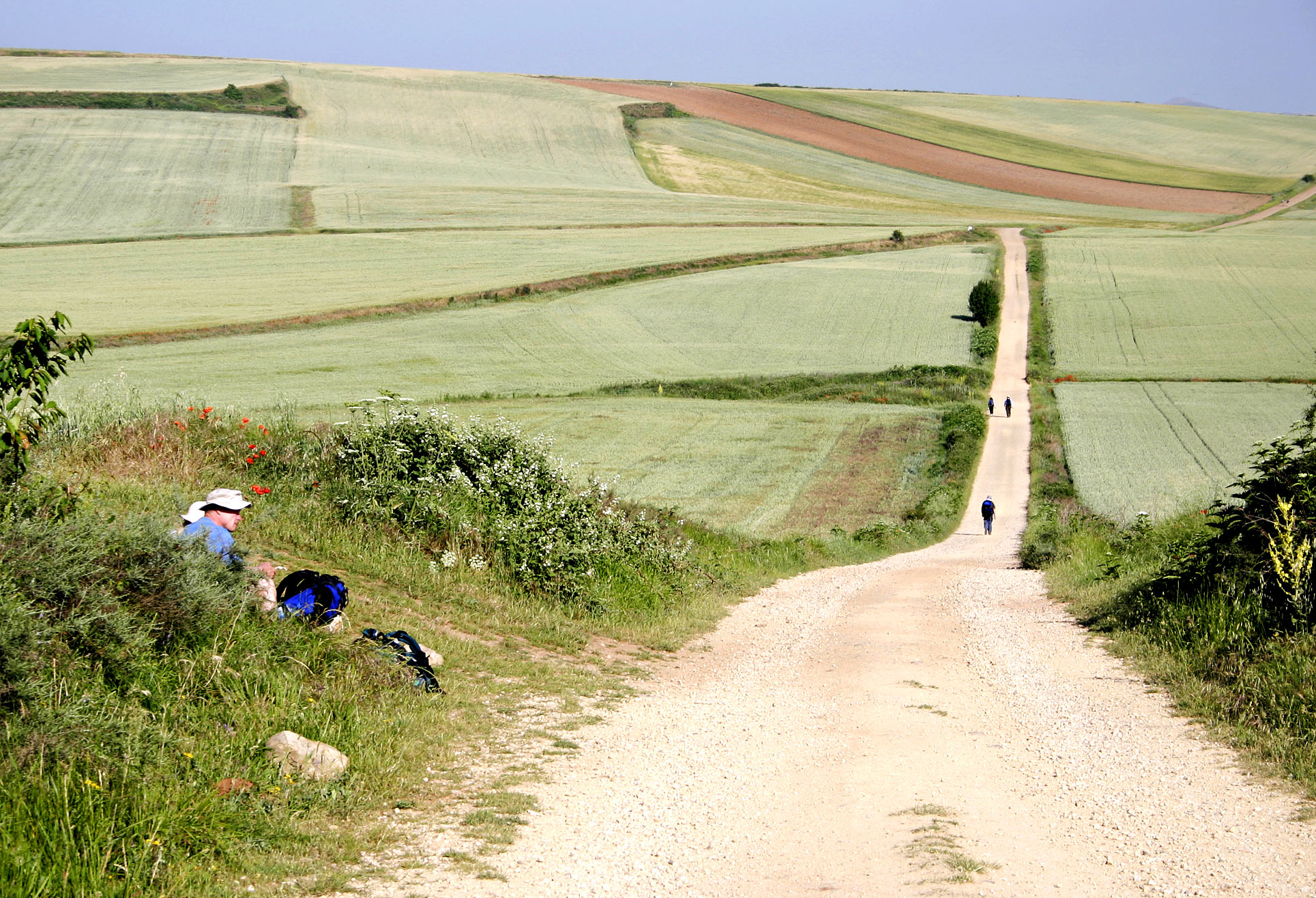
Un tratto del Cammino di Santiago di Compostela nei pressi di Santo Domingo de la Calzada.

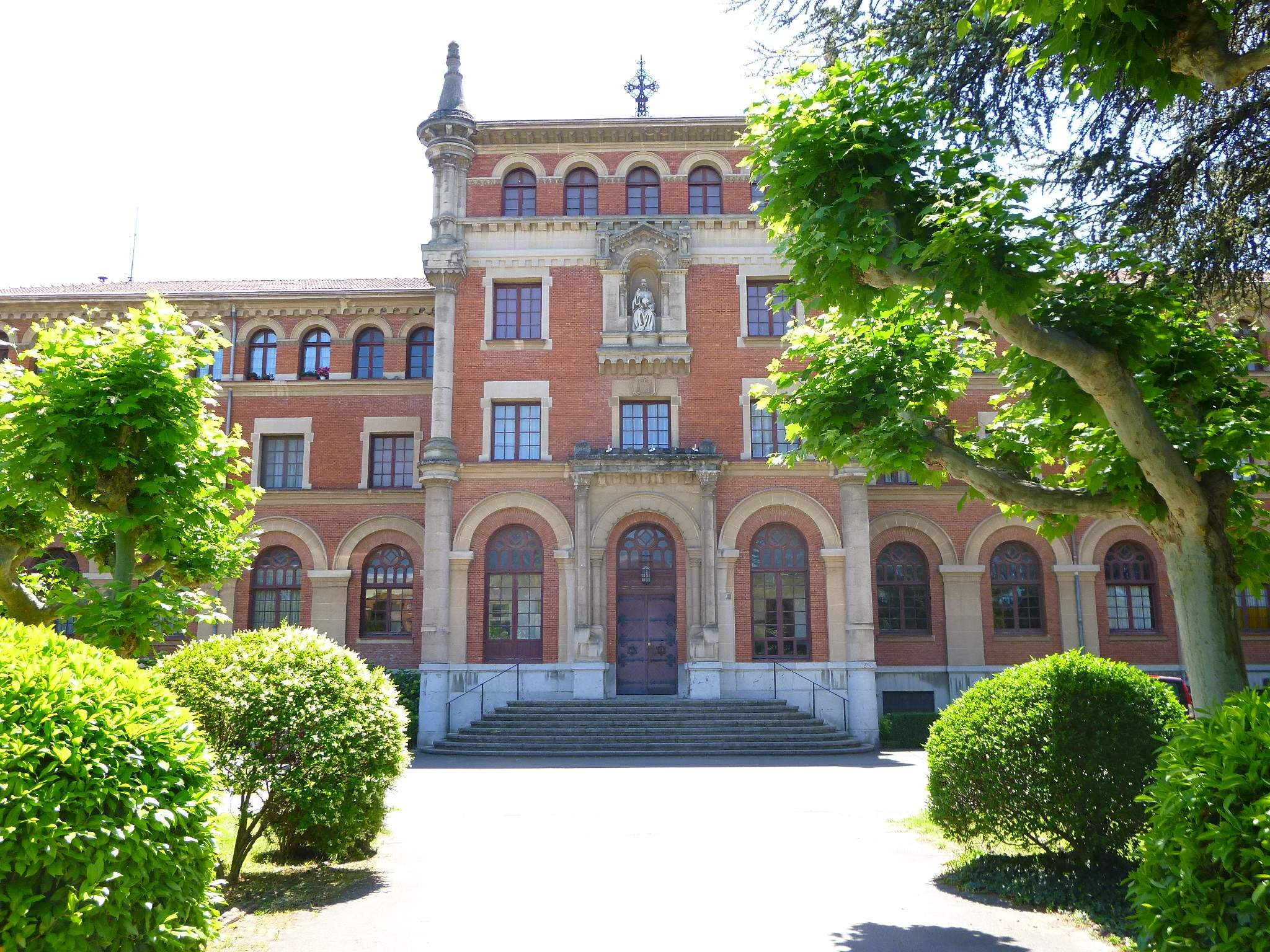
Il seminario diocesano di Logroño.

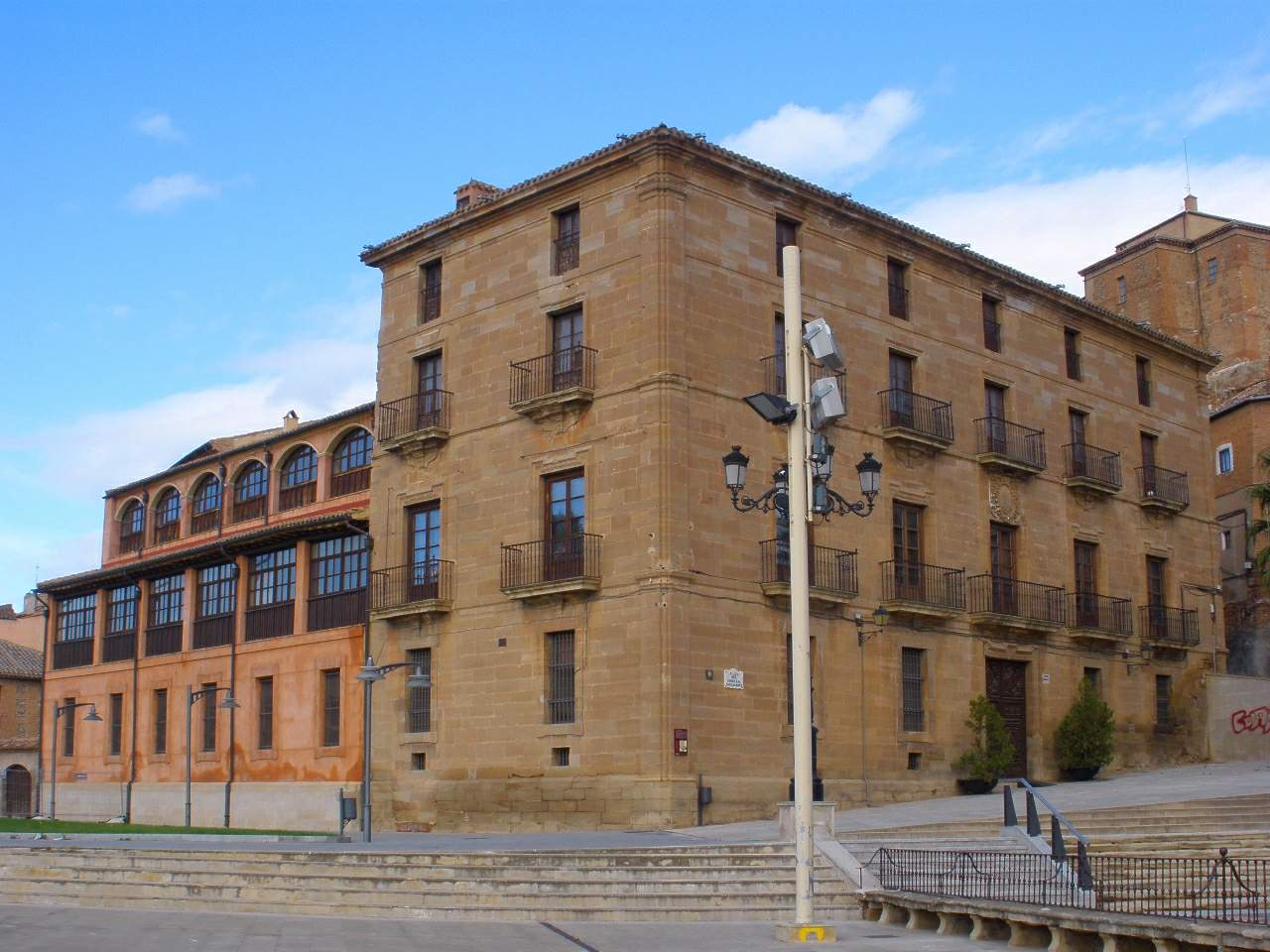
Il palazzo vescovile di Calahorra.

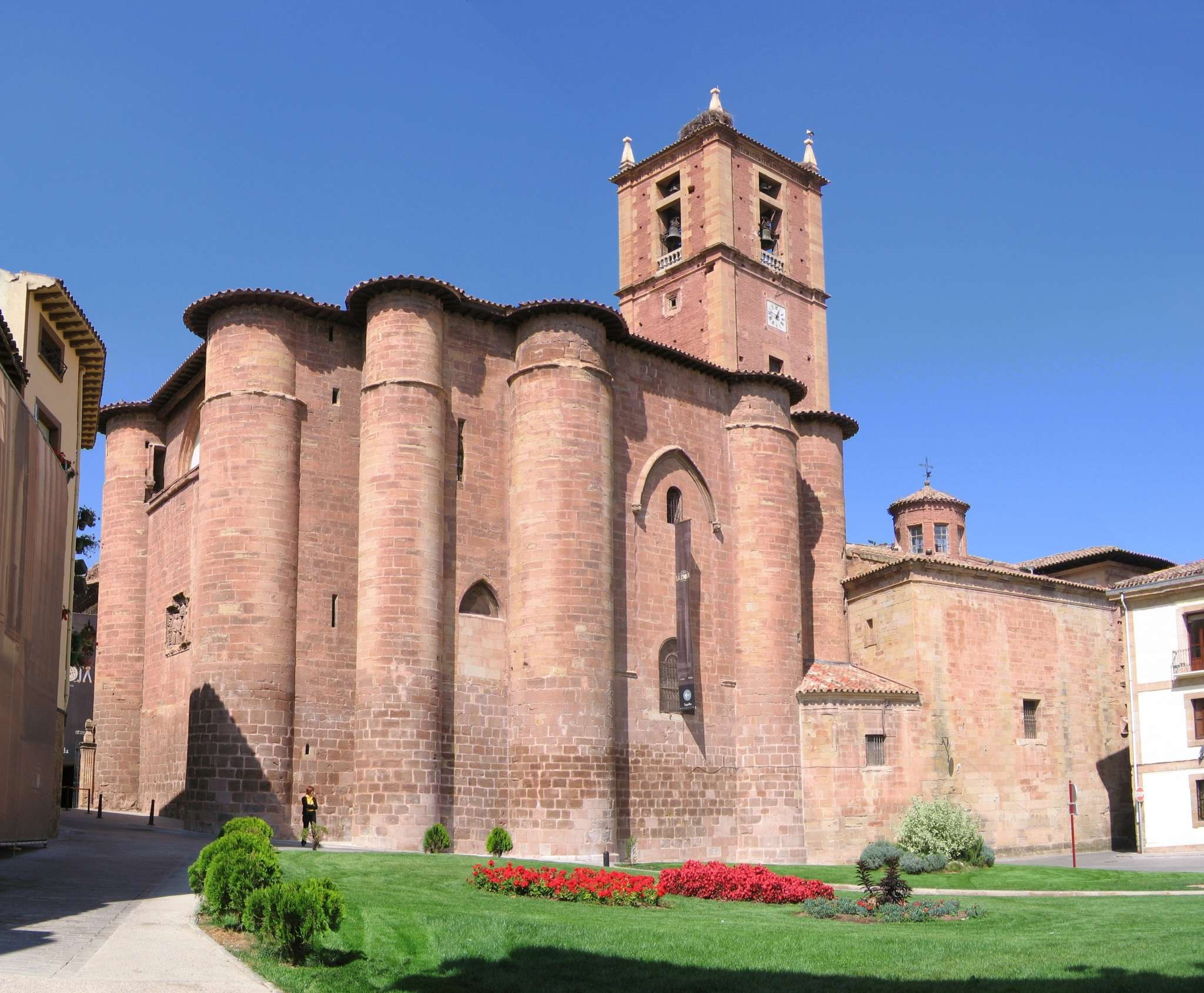
Il monastero di Santa Maria la Real di Nájera.

La diocesi di Calahorra e La Calzada-Logroño (in latino Dioecesis Calaguritana et Calceatensis - Lucroniensis) è una sede della Chiesa cattolica in Spagna suffraganea dell'arcidiocesi di Pamplona. Nel 2023 contava 292.900 battezzati su 316.806 abitanti. È retta dal vescovo Santos Montoya Torres.

## Territorio
La diocesi comprende il territorio della comunità autonoma e provincia spagnola di La Rioja.
Esistono due cattedrali diocesane, la cattedrale di Santa Maria Assunta a Calahorra, e la cattedrale di San Domenico a Santo Domingo de la Calzada. A Logroño sorge invece la concattedrale di Santa Maria de La Redonda. Mentre Calahorra ospita la curia, Logroño ospita gli uffici amministrativi, la maggior parte dei vicariati e la residenza del vescovo.
Il territorio si estende su 5.033 km² ed è suddiviso in 256 parrocchie, raggruppate in 9 arcipresbiterati: Alhama-Linares, Ebro-Cidacos, Iregua-Leza, Logroño est, Logroño centro, Logroño ovest, Najerilla, Oja e Tirón.

## Storia
Incerte sono le origini della diocesi di Calahorra. Tradizioni leggendarie attribuiscono all'apostolo san Giacomo e al suo discepolo san Torquato l'evangelizzazione del territorio; le stesse tradizioni, senza alcun fondamento storico, elencano una serie di 18 vescovi precedenti al V secolo, epoca in cui sono attestati i primi vescovi storicamente documentati di Calahorra. Questo non esclude l'antichità di questa sede episcopale, forse risalente al III o IV secolo.
Il primo vescovo di cui si abbia notizia è Silvano, le cui prese di posizione furono trattate e discusse durante il concilio romano del 465. Prima di lui, con il beneficio del dubbio, vengono assegnati a Calahorra altri due vescovi: Ianuario, che avrebbe preso parte al concilio di Elvira, agli inizi del IV secolo; e Valeriano, assegnato ai primi anni del V secolo. La diocesi, che faceva parte della provincia ecclesiastica di Tarragona, comprendeva all'incirca gli odierni territori de La Rioja. La maggior parte dei vescovi conosciuti furono quelli che parteciparono ai concili nazionali della Chiesa in epoca visigota, tra la fine del VI secolo e la fine del VII secolo.
A causa dell'invasione musulmana nei primi decenni dell'VIII secolo, la sede di Calahorra dovette patire alcune traversie. La prima occupazione araba della regione non impedì tuttavia la sopravvivenza della diocesi; sono infatti noti almeno altri due vescovi di Calahorra nei primi anni del IX secolo, Teodomiro e Recaredo. Per altri vescovi, l'attribuzione a Calahorra è incerta, dubbia o errata.
La progressiva riconquista dei territori sotto dominio musulmano portò alla nascita, nei territori della diocesi di Calahorra, di due sedi vescovili, la diocesi di Álava e, a sud, la diocesi di Nájera. Quest'ultima località fu sede dei re che portarono il nome di re di Navarra o di Nájera, mentre i vescovi che accompagnarono la corte si ritennero successori ed eredi dei vescovi di Calahorra. Il primo vescovo noto storicamente con il titolo di "vescovo di Nájera" è Tudemiro, documentato dal 947 al 952. Nel 1052 il re Sancho re di Navarra concesse ai vescovi come sede vescovile e cattedrale diocesana la chiesa del monastero di Santa Maria la Real.
Nel 1045 fu riconquistata la città di Calahorra. I vescovi tuttavia continuarono a risiedere a Nájera, oppure nel monastero di Albelda, portando indifferentemente i titoli di episcopi Calagurritani, Naiarensis oppure in Albelda. Solo nel 1180 dovettero abbandonare Nájera, quando il re cedette il monastero e la chiesa ai monaci cluniacensi.
Verso la fine dell'XI secolo, il re Alfonso VI ampliò i confini della diocesi includendo l'Álava e la sua diocesi, contestualmente soppressa, la Biscaglia, parte della Navarra, parte di Gipuzkoa, parte di Burgos e di Soria. Queste modifiche furono confermate da papa Pasquale II nel 1109 e da papi successivi fino a papa Celestino III (1192).
Pur portandone il titolo, la sede di Calahorra era molto decentrata rispetto al vasto territorio diocesano e inoltre posta in una zona di continui conflitti e guerre tra potentati locali. Per questo motivo, fin dal 1180 i vescovi concepirono il progetto di fissare la propria residenza a La Calzada, cosa che sollevò le proteste del capitolo dei canonici di Calahorra. Il 27 novembre 1229 papa Gregorio IX approvò il trasferimento della sede episcopale da Calahorra a La Calzada, decisione che lo stesso papa confermò il 14 aprile 1232. Tuttavia, l'opposizione e le prepotenze di feudatari locali, resero vane queste decisioni e nel 1235 i vescovi dovettero porre definitivamente la loro sede a Calahorra. Da questo momento, con due cattedrali e due capitoli di canonici, la diocesi assunse il nome di diocesi di Calahorra e La Calzada.
A metà del XIII secolo, la diocesi comprendeva circa 600 parrocchie, raggruppate in 24 arcipreture, a loro volta riunite in 4 arcidiaconati. A questi dati sono da aggiungere almeno altre 100 parrocchie, che dipendevano dai numerosi monasteri presenti nel territorio diocesano.
Nel 1318 entrò a far parte della provincia ecclesiastica di Saragozza, in cui rimase fino al 1574, quando divenne suffraganea dell'arcidiocesi di Burgos.
La cronotassi di Calahorra si caratterizza per la presenza di numerosi vescovi, spesso trasferiti ad altre diocesi, o prematuramente deceduti in carica, a volte anche dopo pochi mesi di episcopato.
Nel 1779 fu istituito il seminario maggiore a Logroño.
L'8 settembre 1861 una porzione del territorio della diocesi fu ceduta a vantaggio dell'erezione della diocesi di Vitoria, con giurisdizione sulla provincia di Álava. Questa decisione era stata presa con il concordato del 1851, ma trovò attuazione solo 10 anni dopo, per l'opposizione dei vescovi di Pamplona.
Lo stesso concordato prevedeva il trasferimento della sede vescovile nella città di Logroño. L'attuazione di questa clausola concordataria trovò enormi difficoltà, in particolare per l'opposizione degli abitanti di Calahorra e di La Calzada, soprattutto alla fine dell'episcopato di Antonio María Cascajares y Azara (1891). Ciò provocò una crisi nei rapporti tra lo Stato e la Chiesa, che ebbe come conseguenza la vacanza della sede per 35 anni (1892-1927).
Il 2 novembre 1949 cedette l'exclave di Condado de Treviño alla diocesi di Vitoria.
Il 2 settembre e il 22 novembre 1955, con due distinti decreti della Congregazione Concistoriale, entrambi denominati Initis inter, furono rivisti i confini della diocesi per farli coincidere con quelli della provincia civile della Rioja, in applicazione del concordato tra la Santa Sede e il governo spagnolo del 1953. La diocesi di Calahorra e La Calzada cedette gli arcipresbiterati di Viana e di Amescoas alla diocesi di Pamplona, quelli di Yanguas e di San Pedro Manrique alla diocesi di Osma e altre 10 parrocchie all'arcidiocesi di Burgos. Contestualmente si ampliò con l'arcipresbiterato di Alfaro, appartenuto alla diocesi di Tarazona, e gli arcipresbiterati di Canales, Ezcaray e Treviana, in precedenza appartenuti all'arcidiocesi di Burgos.
L'11 agosto 1956 la diocesi entrò a far parte della provincia ecclesiastica di Pamplona.
Il 9 marzo 1959 ha assunto la denominazione attuale in forza della bolla Quandoquidem quaelibet Ecclesia di papa Giovanni XXIII.
Il 23 ottobre 1965, con la lettera apostolica Amor dulcissimus, papa Paolo VI ha proclamato la Beata Maria Vergine di Vallevenaria, patrona principale della diocesi.

## Cronotassi dei vescovi
Si omettono i periodi di sede vacante non superiori ai 2 anni o non storicamente accertati.

### Vescovi di Calahorra
- Ianuario ? † (inizio del IV secolo)[2]
- Valeriano ? † (menzionato nel 405)[23]
- Silvano † (prima del 454/455 - dopo il 465)[23]
- Dídimo ? † (circa 490 - 540)[24]
- San Prudencio ? † (circa 540 - 560)[24]
- Munio † (prima del 589 - dopo il 614)[25]
- Gabino † (prima del 633 - dopo il 653)[25]
- Eufrasio † (menzionato nel 683)[25]
- Wiliedo † (menzionato nel 688)[25]
- Felix † (menzionato nel 693)[25]
- Teodomiro ? † (menzionato nel 792 o 802)[26]
- Recaredo † (menzionato nell'812)[27][28]

### Vescovi di Nájera
- Benedetto I ? † (documentato dal 938 al 947)[29]
- Tudemiro † (documentato dal 947 al 952)
- Munio † (documentato dal 971 al 975)
- Benedetto II † (documentato dal 977 al 989)
- Acto (o Vincenzo?) † (menzionato nel 992)
- Biagio † (documentato dal 996 al 997)
- Garsia I (o Gansea) † (menzionato nel 1001)
- Benedetto III † (documentato dal 1001 al 1020)
- Garsia II † (documentato dal 1021 al 1023)
- Froila † (menzionato nel 1024)
- Sancio † (documentato dal 1032 al 1047)

### Vescovi di Calahorra (sede restaurata)
- Gómez, O.S.B. † (1046 - 1064)
- Munio, O.S.B. † (1065 - 1080)
- Sancho † (1080 - 1087)
- Sigefredo † (1088 - 1089)
- Pedro I † (1089 - 1109)
- Sancho de Grañón † (1109 - 1116 deceduto)[30]
- Sancho de Funes, O.S.B. † (1118 - 10 novembre 1145 deceduto)
- Rodrigo de Cascante † (18 maggio 1147 - 17 marzo 1190 deceduto)
- García † (1190 - 1194 nominato vescovo di Pamplona)
- Juan de Préjano † (maggio 1197 - 3 settembre 1202 deceduto)
- Juan García de Agoncilo † (1207 - 1216 deceduto)
  - Guillermo Durán † (1217 - 1221) (vescovo eletto)[31]
  - Rodrigo de Basín † (1217 - 1221) (vescovo eletto)
- Juan Pérez † (1220 - 1237 deceduto)
  - Iñigo Martínez † (1237) (vescovo eletto)

### Vescovi di Calahorra e La Calzada
- - Mauricio † (31 gennaio 1237 - febbraio 1238 dimesso) (amministratore apostolico)[32]
- Jerónimo Aznar † (1238 - 1263 deceduto)[33]
- Fernando Vivián † (1263 - 1273 dimesso)[34]
- Esteban de Sepúlveda † (1273 - 1280)
- Rodrigo Jiménez † (1281 - 1282)
- Martín García † (luglio 1282 - 15 dicembre 1286 nominato vescovo di Astorga)[35]
- Juan Almoravid † (5 gennaio 1287 - 9 giugno 1300 nominato arcivescovo di Siviglia)
- Fernando González † (13 giugno 1300 - 6 maggio 1303 deceduto)
- Rodrigo Ordóñez † (13 marzo 1304 - 20 febbraio 1311 deceduto)[36]
- Miguel Romero de Yanguas † (25 aprile 1313 - 11 agosto 1326 deceduto)
- Juan de Santo Domingo † (3 settembre 1326 - 21 gennaio 1346 deceduto)
- Pedro † (13 febbraio 1346 - 17 settembre 1348 nominato vescovo di Burgos)
- Lope de Fontecha † (15 ottobre 1348 - 8 giugno 1351 nominato vescovo di Burgos)
- Gonzalo † (8 giugno 1351 - 1352 deceduto)
- Fernando Manuel I † (16 luglio 1352 - 6 aprile 1362 nominato vescovo di Burgos)
- Robert Le Coq † (6 aprile 1362 - 1372 deceduto)
- Gonzalo Díaz de Mena † (16 novembre 1373 - 11 agosto 1382 nominato vescovo di Burgos)
- Juan de Villacreces † (29 ottobre 1382 - 28 gennaio 1394 nominato vescovo di Burgos)
- Juan Ramírez de Guzmán † (28 gennaio 1394 - 30 luglio 1403 nominato vescovo di Avila)
  - Alfonso † (30 luglio 1403) (vescovo eletto)
- Fernando Manuel II † (31 ottobre 1403 - 1408 deceduto)
- Diego López de Zúñiga † (15 dicembre 1408 - 1443 deceduto)
- Pedro López de Miranda † (11 ottobre 1443 - 1453 deceduto)
- Pedro González de Mendoza † (28 novembre 1453 - 30 ottobre 1467 nominato vescovo di Sigüenza)
- Rodrigo Sánchez de Arévalo † (30 ottobre 1467 - 6 ottobre 1469 nominato vescovo di Palencia)
- Juan Díaz de Coca † (13 febbraio 1470 - 12 marzo 1477 deceduto)
- Pedro de Aranda † (24 marzo 1477 - 1494 deposto)[37]
  - Jaime de Sierra † (1494 - 1499 dimesso) (amministratore apostolico)
- Juan de Ortega † (6 settembre 1499 - 5 maggio 1503 nominato vescovo di Coria)
- Fadrique de Portugal Noreña, O.S.B. † (5 maggio 1503 - 22 dicembre 1508 nominato vescovo di Segovia)
- Juan Fernández Velasco † (22 dicembre 1508 - 22 luglio 1514 nominato vescovo di Palencia)
  - Jaime Serra i Cau † (5 luglio 1514 - 25 maggio 1515 dimesso) (amministratore apostolico)
- Juan Castellanos de Villalba † (25 maggio 1515 - 23 agosto 1522 deceduto)
- Alonso de Castilla Zúñiga † (11 marzo 1523 - 8 febbraio 1541 deceduto)
- Antonio Ramírez de Haro † (27 giugno 1541 - 6 agosto 1543 nominato vescovo di Segovia)
- Juan Yanes † (24 settembre 1543 - 24 dicembre 1544 deceduto)
- Juan Bernal Díaz de Luco † (17 aprile 1545 - 14 settembre 1556 deceduto)
- Diego Fernández de Córdoba Velasco † (1º ottobre 1557 - 15 settembre 1558 deceduto)
- Juan Quiñones Guzmán † (2 agosto 1559 - 12 settembre 1576 deceduto)
- Juan Ochoa Salazar † (11 settembre 1577 - 7 agosto 1587 nominato vescovo di Plasencia)
- Antonio Manrique, O.F.M. † (7 agosto 1587 - 20 gennaio 1589 deceduto)
- Pedro Portocarrero † (20 marzo 1589 - 12 gennaio 1594 nominato vescovo di Cordova)
- Pedro Manso Zúñiga † (23 marzo 1594 - 12 settembre 1612 deceduto)
- Pedro González del Castillo † (17 febbraio 1614 - 5 agosto 1627 deceduto)
- Miguel Ayala † (5 maggio 1628 - 19 agosto 1632 deceduto)
- Gonzalo Chacón Velasco y Fajardo † (31 gennaio 1633 - 27 maggio 1642 deceduto)
- Juan Piñeiro Osorio † (13 luglio 1643 - 21 ottobre 1647 nominato vescovo di Pamplona)
- Juan Juániz de Echalar † (16 dicembre 1647 - 13 ottobre 1656 deceduto)
- Martín López de Ontiveros † (18 giugno 1657 - 30 settembre 1658 nominato arcivescovo di Valencia)
- Fernando Heras Manrique † (2 dicembre 1658 - 1659 deceduto)
- Bernardo de Ontiveros, O.S.B. † (9 giugno 1659 - 3 novembre 1662 deceduto)
- Juan García de la Peña † (20 marzo 1663 - 23 maggio 1667 deceduto)
- Francisco Rodríguez Castañón † (12 dicembre 1667 - 1669 deceduto)
- Gabriel de Esparza Pérez † (2 giugno 1670 - 10 gennaio 1686 deceduto)
- Pedro de Lope y Dorantes † (12 agosto 1686 - 5 dicembre 1700 deceduto)
  - Domingo de Orueta y Ceceaga † (1701 deceduto) (vescovo eletto)
- Francisco Antonio de Borja-Centelles y Ponce de Léon † (18 luglio 1701 - 3 aprile 1702 nominato arcivescovo di Burgos)
- Ildefonso de Mena y Borja † (8 maggio 1702 - 4 ottobre 1714 deceduto)
- Antonio Horcasitas Avellaneda † (18 marzo 1715 - 21 dicembre 1716 deceduto)
- José Espejo Cisneros † (12 luglio 1717 - 8 aprile 1747 dimesso)
- Diego Rojas Contreras † (6 maggio 1748 - 12 marzo 1753 nominato vescovo di Cartagena)
- Andrés Porras Termes † (26 settembre 1753 - 16 luglio 1764 deceduto)
- Juan Luengo Pinto † (17 dicembre 1764 - 17 aprile 1784 deceduto)
- Pedro Luis Ozta Múzquiz † (27 giugno 1785 - 20 gennaio 1789 deceduto)
- Francisco Mateo Aguiriano Gómez † (29 marzo 1790 - 21 settembre 1813 deceduto)
- Atanasio Puyal Poveda † (26 settembre 1814 - 21 ottobre 1827 deceduto)
- Ignacio Ribes Mayor † (15 dicembre 1828 - 24 febbraio 1832 nominato arcivescovo di Burgos)
- Pablo García Abella, C.O. † (15 aprile 1833 - 17 gennaio 1848 nominato arcivescovo di Valencia)
- Gaspar Cos Soberón † (3 luglio 1848 - 15 dicembre 1848 deceduto)
- Miguel José Irigoyen † (20 maggio 1850 - 18 febbraio 1852 deceduto)
- Cipriano Juárez Berzosa † (27 settembre 1852 - 23 maggio 1858 deceduto)
  - Sede vacante (1858-1861)
- Antolín Monescillo y Viso † (22 giugno 1861 - 27 marzo 1865 nominato vescovo di Jaén)
- Fabián Sebastián Arenzana Magdaleno † (25 settembre 1865  - 9 novembre 1874 deceduto)
- Gabino Catalina del Amo † (5 luglio 1875 - 11 gennaio 1882 deceduto)
  - Sede vacante (1882-1884)
- Antonio María Cascajares y Azara † (27 marzo 1884 - 17 dicembre 1891 nominato arcivescovo di Valladolid)
  - Sede vacante (1892-1927)
  - Santiago Palacios y Cabello † (1892 - 1899) (vicario capitolare)
  - Gregorio María Aguirre y García,[38] O.F.M. † (2 dicembre 1899 - 29 aprile 1909 nominato arcivescovo di Toledo) (amministratore apostolico)
  - Manuel San Román y Elena[39] † (24 giugno 1909 - 29 agosto 1911 deceduto) (amministratore apostolico)
  - Juan Plaza y García[40] † (6 settembre 1911 - 16 dicembre 1920 nominato vescovo di Santander) (amministratore apostolico)
  - Fidel García Martínez[40] † (16 dicembre 1920  - 7 settembre 1927 nominato vescovo) (amministratore apostolico)
- Fidel García Martínez † (7 settembre 1927 - 7 maggio 1953 dimesso[41])
- Abilio del Campo y de la Bárcena † (7 maggio 1953 - 20 dicembre 1976 dimesso)

### Vescovi di Calahorra e La Calzada-Logroño
- Francisco Álvarez Martínez † (20 dicembre 1976 - 12 maggio 1989 nominato vescovo di Orihuela-Alicante)
- Ramón Búa Otero † (14 settembre 1989 - 15 settembre 2003 dimesso)[42]
- Juan José Omella (8 aprile 2004 - 6 novembre 2015 nominato arcivescovo di Barcellona)
- Carlos Manuel Escribano Subías (13 maggio 2016 - 6 ottobre 2020 nominato arcivescovo di Saragozza)
- Santos Montoya Torres, dal 12 gennaio 2022

## Statistiche
La diocesi nel 2023 su una popolazione di 316.806 persone contava 292.900 battezzati, corrispondenti al 92,5% del totale.
| anno | popolazione | popolazione | popolazione | presbiteri | presbiteri | presbiteri | presbiteri                | diaconi | religiosi | religiosi | parrocchie |
| anno | battezzati  | totale      | %           | numero     | secolari   | regolari   | battezzati per presbitero | diaconi | uomini    | donne     | parrocchie |
| ---- | ----------- | ----------- | ----------- | ---------- | ---------- | ---------- | ------------------------- | ------- | --------- | --------- | ---------- |
| 1949 | 235.000     | 235.000     | 100,0       | 566        | 442        | 124        | 415                       |         | 260       | 850       | 353        |
| 1959 | 234.800     | 234.990     | 99,9        | 538        | 400        | 138        | 436                       |         | 851       | 1.070     | 273        |
| 1970 | 235.020     | 235.140     | 99,9        | 443        | 336        | 107        | 530                       |         | 197       | 885       | 275        |
| 1980 | 250.392     | 252.110     | 99,3        | 442        | 304        | 138        | 566                       |         | 277       | 936       | 263        |
| 1990 | 261.725     | 265.414     | 98,6        | 414        | 297        | 117        | 632                       |         | 264       | 855       | 247        |
| 1999 | 262.743     | 267.022     | 98,4        | 359        | 249        | 110        | 731                       |         | 222       | 794       | 248        |
| 2000 | 263.554     | 271.134     | 97,2        | 354        | 248        | 106        | 744                       |         | 218       | 782       | 248        |
| 2001 | 261.744     | 270.875     | 96,6        | 350        | 243        | 107        | 747                       |         | 218       | 769       | 248        |
| 2002 | 265.027     | 273.514     | 96,9        | 346        | 239        | 107        | 765                       | 1       | 216       | 763       | 248        |
| 2003 | 266.119     | 296.097     | 89,9        | 338        | 233        | 105        | 787                       | 1       | 226       | 759       | 248        |
| 2004 | 261.715     | 287.000     | 91,2        | 329        | 225        | 104        | 795                       | 1       | 209       | 750       | 248        |
| 2006 | 273.101     | 301.084     | 90,7        | 340        | 236        | 104        | 803                       |         | 178       | 762       | 230        |
| 2013 | 291.100     | 323.609     | 90,0        | 280        | 212        | 68         | 1.039                     |         | 175       | 600       | 253        |
| 2016 | 302.203     | 315.141     | 95,9        | 273        | 208        | 65         | 1.106                     | 1       | 161       | 613       | 253        |
| 2019 | 287.047     | 316.551     | 90,7        | 266        | 195        | 71         | 1.079                     | 4       | 162       | 620       | 253        |
| 2021 | 296.000     | 320.000     | 92,5        | 243        | 170        | 73         | 1.218                     | 3       | 158       | 612       | 257        |
| 2023 | 292.900     | 316.806     | 92,5        | 220        | 166        | 54         | 1.331                     | 3       | 123       | 446       | 256        |